# IND 6번로 선
IND 6번로 선(영어: IND Sixth Avenue Line)은 뉴욕 지하철의 선로 중 하나로, B 디비전에 속해 있다. 주로 멘해튼의 6번로에서 운행되며, 루트거스 스트리트 터널(Rutgers Street Tunnel)을 통해 남쪽으로 계속 브루클린으로 연결된다. 이 노선은 1940년에 완성된 인디펜던트 서브웨이 시스템(Independent Subway System, IND)의 마지막 간선이었다. 미드타운 맨해튼을 통과하는 6번로 선을 사용하는 B, D, F, M 계통은 주황색으로 되어 있다.

## 범위 및 운행계통
해당 운행계통은 현재 6번로 선의 일부 또는 전 구간을 사용하며, 색상은 밝은 주황색으로 표시된다.:
|          | 시간대              | 시간대      | 구간                                                      |
| 주중     | 주말 및 새벽 시간대 |             | 구간                                                      |
| -------- | ------------------- | ----------- | --------------------------------------------------------- |
| "B" 열차 | 급행                | 서비스 없음 | 7번로 ~ 그랜드 스트리트 전 구간                           |
| "D" 열차 | 급행                | 급행        | 7번로 ~ 그랜드 스트리트 전 구간                           |
| "F" 열차 | 완행                | 완행        | 57번가 ~ 요크 스트리트 전 구간                            |
| "M" 열차 | 완행                | 서비스 없음 | 47-50번가-록펠러 센터와 브로드웨이-라파예트 스트리트 사이 |

6번로 선의 대다수 구간에는 4줄의 선로가 있으며, 2줄은 완행으로, 다른 2줄은 급행으로 사용된다. 양 끝에서 이러한 선로가 한 쌍 씩 분리되어, 북쪽과 남쪽의 각각 2줄로 뻗게된다. 북쪽 끝 중 하나는 57번가(57th Street)에 있으며, 두 번째 선로는 IND 63번가 선(전 시간 F 열차 운행)의 6번로 아래로 남쪽으로 이어진다. 다른 하나는 59번가-컬럼버스 서클 역(59th Street–Columbus Circle)의 바로 남쪽에 있으며 두 선로는 플라잉 정션에서 IND 8번로 선(완행 및 급행 선로와 연결되어 있음)에서 분리되어 즉시 53번가 아래에서 동쪽으로 돌리고, IND 퀸즈 블러바드 선에서 가로질러 북쪽과 평행한다. 7번로 역(Seventh Avenue)에서, 남 방면 궤도는 북 방면 궤도의 위에 있다.(퀸즈 블러바드 선에서도 마찬가지로 북쪽은 6번로 선의 반대 방향이다.) 이 선로는 B 및 D 급행 열차에서 사용된다.
이 노선은 남쪽으로 돌려 6번로에서 57번가의 지선과 합류하고 IND 퀸즈 블러바드 선(M 열차에서 사용)과 연결되어 복복선이 된다. 남향 선로가 가장 서쪽에 있는 선로가 되고, 북향 선로는 동쪽에서 두번째이다. 다른 노선은 서쪽에서 두번째이자 가장 동쪽이고, 63번가 선과 두 개의 본선 사이에서만 연결된다. 	47-50번가-록펠러 센터 역(47th–50th Streets–Rockefeller Center)를 지나면 두 개의 남향 선로가 교차한다.; 메인 선로는 2개의 중앙 급행 선로가 되고 다른 선로는 2개의 외부 완행 선로가 된다.

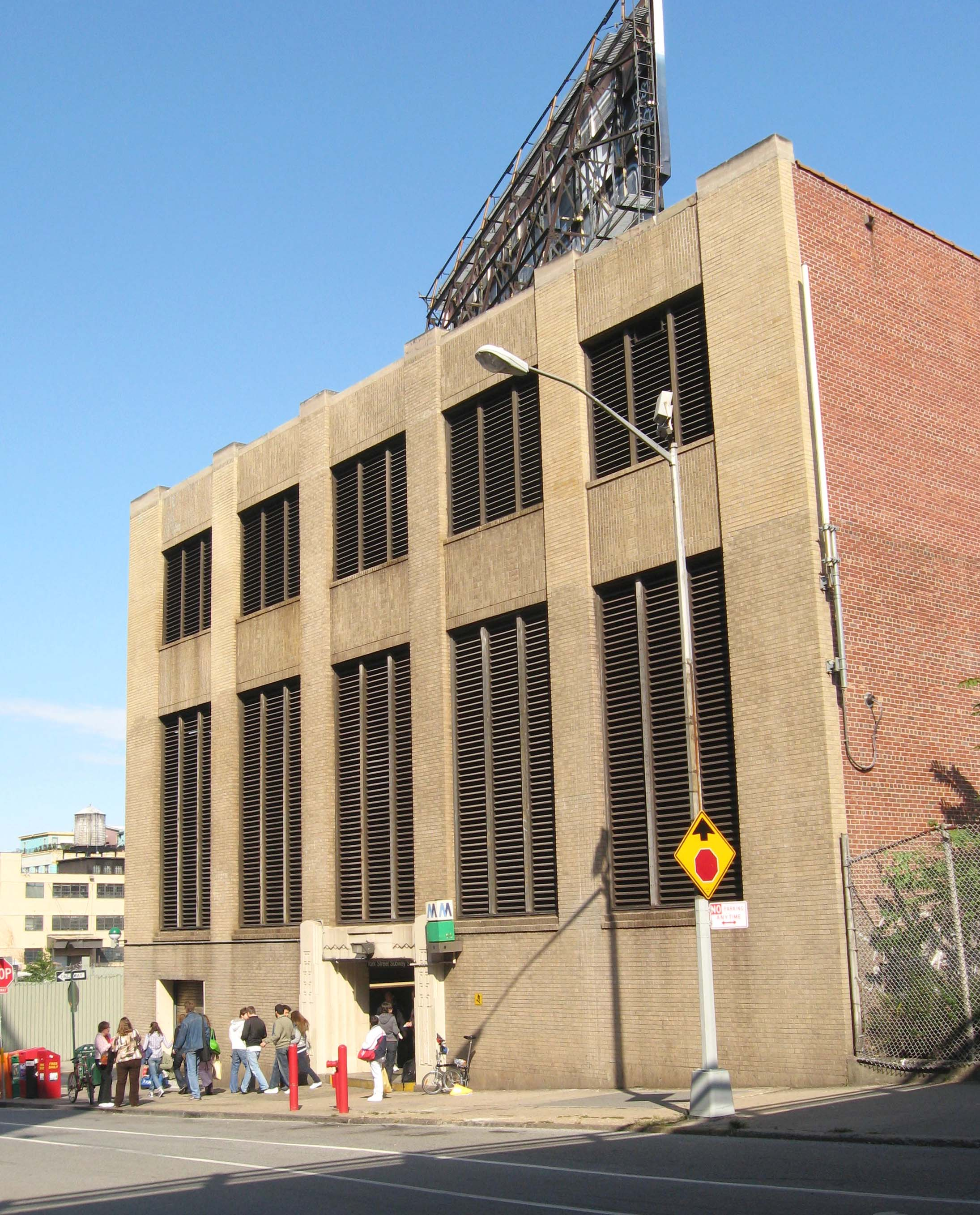
루트거스 스트리트(Rutgers Street) 터널용 요크 스트리트(York Street) 환기탑

42번가-브라이언트 파크(42nd Street–Bryant Park)의 남쪽은 많은 교차 및 연동 장치로 구성되었다. 원래의 급행 선로는 34번가-헤럴드 스퀘어(34th Street–Herald Square)의 남쪽에서 끝나며, 일부 서비스는 연동되어 완행 선로로 전환된다. 이것은 PATH 터널이 이미 33번가의 6번로 남쪽에 있었고 6번로 선 완행 선로가 PATH의 각면에 지어졌기 때문에 이루어졌다. 웨스트 4번가-워싱턴 스퀘어 역(West Fourth Street–Washington Square)와 34번가-해럴드 스퀘어 역 사이의 구간은 이 노선의 유일한 급행 구간으로 원래 복복선으로 확장할 수 있는 조항이 있는 복선 지하철로 지어졌다(크리스티 스트리트 커넥터 프로젝트 기간 동안 1960년대 에 급행 선로가 추가되었다). 결과적으로, 딥 보어 터널링(deep-bore tunneling)공법을 사용하여 완행 선로와 PATH에 배치된다.
웨스트 4번가-워싱턴 스퀘어 역에서 급행 선로는 완행 선로와 같은 층으로 돌아온다. 남쪽 방향의 플라잉 정션은 8번로 선의 완행 선로를 연결한다. 6번로 선은 하우스턴 스트리트(Houston Street) 아래에서 동쪽으로 향한다. 브로드웨이-라파예트 스트리트(Broadway–Lafayette Street)를 지나면 급행 선로가 남쪽으로 바뀌고 그랜드 스트리트(Grand Street)까지 크리스티 스트리트 커넥션을 이용하여 브루클린을 맨해튼 교로 건넌다. 트랙이 크리스티 스트리트 커넥션으로 경로 변경되기 전에 2번로에서 급행 선로를 계속 진행하는 데 사용된다. 이 지점에서 완행 선로가 나뉜다. 한 쌍은 2번로(F 열차 사용)로 동쪽으로 이어지고 다른 한 쌍은 에식스 스트리트 역(Essex Street)의 BMT 나소 스트리트 선(M 열차 사용)과 합류한다.
2번로에 접근하기 직전에 노선은, 4개의 선로로 다시 나뉜다. 현재 영업에 사용되지 않은 두 개의 급행 선로는 동쪽으로 이어져 막다른 곳에 이른다. 이들은 끝내 건설되지 않은 IND 워스 스트리트 선(IND Worth Street Line)과 합류하여 브루클린에 들어갔을 것이다. 맨해튼의 완행 선로는 에식스 스트리트(Essex Street) 및 루트거스 스트리트(Rutgers Street) 아래에서 남쪽으로 돌려 루트거스 스트리트 터널을 경유하여 이스트 강을 건너 브루클린의 IND 컬버 선이 되어 제이 스트리트-메트로테크 역(Jay Street–MetroTech)의 바깥 선로에서 멈춘다.

## 역 목록
| 역 서비스 범례                        | 역 서비스 범례                            |
| ------------------------------------- | ----------------------------------------- |
| 전 시간대에 정차                      | 전 시간대에 정차                          |
| 새벽 시간대를 제외한 전 시간대에 정차 | 심야 시간대를 제외한 전 시간대에 정차     |
| 새벽 시간대에만 정차                  | 심야 시간대에만 정차                      |
| 평일에만 정차                         | 평일에만 정차                             |
| 러시아워 시간대의 혼잡 구간에만 정차  | 출퇴근 시간대의 혼잡 구간에만 정차        |
| 시간대 세부 정보                      |                                           |
|                                       |                                           |
| 장애인 접근                           | 미국 장애인법 적용 역                     |
| ↑                                     | 미국 장애인법에 따라 화살표만 표시하는 역 |
| ↓                                     | 미국 장애인법에 따라 화살표만 표시하는 역 |
|                                       | 중이층으로만 이동가능한 엘리베이터        |

| 인근 위치 |                                                                  | 역 (한글)                                 | 역 (영문)                                 | 선로                                      | 운행 계통                                 | 개업일자                                  | 환승 및 참고                                                                       |
| IND 63번가 선에서 출발 (틀:NYCS 63rd IND)                                                                              | IND 63번가 선에서 출발 (틀:NYCS 63rd IND)                        | IND 63번가 선에서 출발 (틀:NYCS 63rd IND) | IND 63번가 선에서 출발 (틀:NYCS 63rd IND) | IND 63번가 선에서 출발 (틀:NYCS 63rd IND) | IND 63번가 선에서 출발 (틀:NYCS 63rd IND) | IND 63번가 선에서 출발 (틀:NYCS 63rd IND) | IND 63번가 선에서 출발 (틀:NYCS 63rd IND)                                          |
| --- | ---------------------------------------------------------------- | ----------------------------------------- | ----------------------------------------- | ----------------------------------------- | ----------------------------------------- | ----------------------------------------- | ---------------------------------------------------------------------------------- |
| 미드타운 맨해튼 |                                                                  | 57번가                                    | 57th Street                               |                                           | 틀:NYCS 63rd IND                          | 1968년 7월 1일                            |                                                                                    |
| 미드타운 맨해튼 |                                                                  |                                           |                                           |                                           |                                           |                                           |                                                                                    |
| 미드타운 맨해튼 | IND 8번로 선에서 분리된 급행 선로 (틀:NYCS Sixth 53rd)           |                                           |                                           |                                           |                                           |                                           |                                                                                    |
| 미드타운 맨해튼 |                                                                  | 7번로                                     | Seventh Avenue                            | 급행                                      | 틀:NYCS Sixth 53rd                        | 1933년 8월 19일                           | IND 퀸즈 블러바드 선 (E )                                                          |
| 미드타운 맨해튼 |                                                                  |                                           |                                           |                                           |                                           |                                           |                                                                                    |
| 미드타운 맨해튼 | IND 퀸즈 블러바드 선에서 분리된 완행 선로 (틀:NYCS Sixth Queens) |                                           |                                           |                                           |                                           |                                           |                                                                                    |
| 미드타운 맨해튼 | 지선 합병 (틀:NYCS 63rd IND)                                     |                                           |                                           |                                           |                                           |                                           |                                                                                    |
| 미드타운 맨해튼 | 본선 (B D F M )                                                  |                                           |                                           |                                           |                                           |                                           |                                                                                    |
| 미드타운 맨해튼 |                                                                  | 47-50번가-록펠러 센터                     | 47th–50th Streets–Rockefeller Center      | 모두 정차                                 | B D F M                                   | 1940년 12월 15일                          |                                                                                    |
| 미드타운 맨해튼 | Elevator access to mezzanine only                                | 42번가-브라이언트 파크                    | 42nd Street–Bryant Park                   | 모두 정차                                 | B D F M                                   | 1940년 12월 15일                          | IRT 플러싱 선 (7 <7> ): 5번로                                                      |
| 미드타운 맨해튼 |                                                                  | 34번가-헤럴드 스퀘어                      | 34th Street–Herald Square                 | 모두 정차                                 | B D F M                                   | 1940년 12월 15일                          | BMT 브로드웨이 선 (N Q R W ) M34/M34A 셀렉트 버스 서비스 PATH 환승 가능: 33번가 역 |
| 첼시 |                                                                  | 23번가                                    | 23rd Street                               | 완행                                      | F M                                       | 1940년 12월 15일                          | M23 셀렉트 버스 서비스 PATH 환승 가능: 23번가 역                                   |
| 그리니치빌리지 |                                                                  | 14번가                                    | 14th Street                               | 완행                                      | F M                                       | 1940년 12월 15일                          | IRT 브로드웨이-7번로 선 (1 2 3 ) BMT 캐나시 선 (L ) PATH 환승 가능: 14번가 역      |
| 그리니치빌리지 |                                                                  | 웨스트 4번가-워싱턴 스퀘어                | West Fourth Street–Washington Square      | 모두 정차                                 | B D F M                                   | 1940년 12월 15일                          | IND 8번로 선 (A C E ) PATH 환승 가능: 9번가 역                                     |
| IND 8번로 선에서 출발하는 로컬 크로스 오버 (정규 서비스 없음)                                                          |                                                                  |                                           |                                           |                                           |                                           |                                           |                                                                                    |
| 노호 |                                                                  | 브로드웨이-라파예트 스트리트              | Broadway–Lafayette Street                 | 모두 정차                                 | B D F M                                   | 1936년 1월 1일                            | IRT 렉싱턴 애비뉴 선 (틀:NYCS Lexington local): 블리커 스트리트                    |
| 급행 선로가 크리스티 스트리트에서 돌아옴 (틀:NYCS Chrystie Manhattan)                                                  |                                                                  |                                           |                                           |                                           |                                           |                                           |                                                                                    |
| 크리스티 스트리트로 분할 된 완행 선로 (틀:NYCS Chrystie Williamsburg) 하우스턴 스트리트에서 계속 (틀:NYCS Sixth south) |                                                                  |                                           |                                           |                                           |                                           |                                           |                                                                                    |
| |                                                                  |                                           |                                           |                                           |                                           |                                           |                                                                                    |
| 크리스티 스트리트 아래 지선 (틀:NYCS Chrystie Manhattan)                                                               |                                                                  |                                           |                                           |                                           |                                           |                                           |                                                                                    |
| 차이나타운 |                                                                  | 그랜드 스트리트                           | Grand Street                              | 급행                                      | 틀:NYCS Chrystie Manhattan                | 1967년 12월 27일                          |                                                                                    |
| 맨해튼 교 이북 선로 |                                                                  |                                           |                                           |                                           |                                           |                                           |                                                                                    |
| |                                                                  |                                           |                                           |                                           |                                           |                                           |                                                                                    |
| 하우스턴 스트리트 아래 지선 (틀:NYCS Sixth south)                                                                      |                                                                  |                                           |                                           |                                           |                                           |                                           |                                                                                    |
| 이스트빌리지 |                                                                  | 2번로                                     | Second Avenue                             | 완행 보존 선로                            | 틀:NYCS Sixth south                       | 1936년 1월 1일                            | M15 셀렉트 버스 서비스                                                             |
| 로어이스트사이드 |                                                                  | 델란시 스트리트                           | Delancey Street                           | 완행                                      | F <F>                                     | 1936년 1월 1일                            | BMT 나소 스트리트 선 (틀:NYCS Williamsburg): 에식스 스트리트                       |
| 로어이스트사이드 |                                                                  | 이스트 브로드웨이                         | East Broadway                             | 완행                                      | F <F>                                     | 1936년 1월 1일                            |                                                                                    |
| 브루클린 |                                                                  |                                           |                                           |                                           |                                           |                                           |                                                                                    |
| 이스트 강 아래 루트거스 스트리트 터널                                                                                  |                                                                  |                                           |                                           |                                           |                                           |                                           |                                                                                    |
| 덤보 |                                                                  | 요크 스트리트                             | York Street                               | 완행                                      | F <F>                                     | 1936년 4월 9일                            |                                                                                    |
| IND 컬버 선으로 계속됨 (F <F> )                                                                                        |                                                                  |                                           |                                           |                                           |                                           |                                           |                                                                                    |

## 참고 문헌
- “6th Ave. Tube Adds Two New Services”. 《The New York Times》. 1940년 12월 5일. 1면. 2011년 10월 7일에 확인함.